# Deutsche Meisterschaften im Bahnradsport 1959
Die Deutschen Meisterschaften im Bahnradsport 1959 fanden in zwei Teilen am 18. Juli auf der Radrennbahn von Bielefeld und 31. Juli auf der Radrennbahn in Frankfurt am Main statt.
Am 18. Juli 1959 wurden die Meister in der Einerverfolgung und im Sprint ermittelt. Startberechtigt waren alle deutschen Berufsfahrer. Andere Disziplinen wurden nicht ausgetragen.

## Sprint
Insgesamt 13 von 16 gemeldeten Fahrern traten zu den Vorläufen an. Sieger wurden Werner Potzernheim, Franz Farr, Manfred Donicke und Günter Ziegler. Über die weiteren Läufe fuhren Potzernheim und Ziegler ins Finale, das Portzernheim in zwei Läufen klar für sich entschied.
| Ergebnis |                    |             |
|          |                    |             |
| 1.       | Werner Potzernheim | Hannover    |
| 2.       | Günter Ziegler     | Schweinfurt |
| 3.       | Heinz Vopel junior | München     |

## Einerverfolgung
10 Fahrer traten zu den Vorläufen an. Nicht am Start war Mitfavorit Klaus Bugdahl. Die Vorläufe gewannen Jaroszewicz gegen Manfred Donike, Altweck gegen Friedhelm Fischerkeller, Willy Franssen gegen Wilfried Ommer, Junkermann gegen Wildermann und Heinz Vopel junior gegen Willi Thiele. Eine Runde weiter kamen die vier zeitschnellsten Fahrer. Diese waren Altweck, Junkermann, Jaroszewicz und Fischerkeller. Im Halbfinale schlug Altweg Fischerkeller und Jaroszewicz gewann gegen Junkermann. Das Finale gewann Altweck dann deutlich.
| Ergebnis |                   |         |
|          |                   |         |
| 1.       | Otto Altweck      | München |
| 2.       | Hans Jaroszewicz  | Berlin  |
| 3.       | Hennes Junkermann | Krefeld |

## Steherrennen
Für die Finalteilnahme mussten sich die Fahrer in drei Vorläufen im Juli in Bielefeld und auf Radrennbahn Reichelsdorfer Keller in Nürnberg qualifizieren. Die drei Erstplatzierten waren für das Finale startberechtigt. Es qualifizierten sich Valentin Petri, Heinz Jakobi, Theo Intra, Karl-Heinz Marsell, Toni Auer, Franz Farr, Bruno Burrey, Horst Tüller und Joachim Holz.
Der älteste Teilnehmer und frühere Meister Karl Kittsteiner schaffte es nicht ins Finale.
Das Meisterschaftsrennen führte über die Distanz von 100 Kilometern. Im Finale gewann Heinz Jakobi klar vor Joachim Holz und Valentin Petry.
| Ergebnis |                |                  |
|          |                |                  |
| 1.       | Heinz Jakobi   | Nürnberg         |
| 2.       | Joachim Holz   | Nürnberg         |
| 3.       | Valentin Petry | Hochheim am Main |